# Middelburgsche Commercie Compagnie
De Middelburgsche Commercie Compagnie (MCC) was een van de kleinere Nederlandse handelsondernemingen die in de 18e en 19e eeuw in de internationale scheepvaart actief waren.

## Geschiedenis
De onderneming werd in 1720 opgericht in de Zeeuwse stad Middelburg en richtte zich aanvankelijk op de vaart binnen Europa. Vanaf ongeveer 1740 specialiseerde de MCC zich in de trans-Atlantische slavenhandel of driehoekshandel tussen Afrika en Suriname en andere Nederlandse koloniën in de Caraïben. Ook rustte de onderneming schepen uit voor de vaart op Europa, trans-Atlantische vaart, handel op Afrika, visserij en walvisvaart.
Na de Franse tijd bleef de MCC bestaan. De handelsactiviteiten overzee maakten plaats voor de reparatie en nieuwbouw van schepen en de machinefabricage. De MCC werd in 1889 geliquideerd. Daarmee heeft de MCC de grote compagnieën als de VOC en de WIC ruimschoots overleefd. Vrijwel het hele archief van de Middelburgsche Commercie Compagnie is bewaard gebleven en wordt beheerd door het Zeeuws Archief te Middelburg.

## Blog slavenschip de Eenigheid
Het Zeeuws Archief heeft een blog gemaakt van een van de 113 slavenreizen van de MCC. Via de blog kunnen de gebeurtenissen aan boord van het schip De Eenigheid (1761-1763) van dag tot dag worden gevolgd. Daartoe zijn de authentieke bronnen gebruikt: het logboek van de opperstuurman, het journaal van de chirurgijn en de brieven van de kapitein.